# تومويوكي كاتاهيرا
تومويوكي كاتاهيرا (باليابانية: 帷 智行) (10 نوفمبر 1993 في هيوغو في اليابان – )؛ هو لاعب كرة قدم ياباني سابق كان يلعب كمدافع.

## وصلات خارجية
- تومويوكي كاتاهيرا على موقع رابطة كرة القدم اليابانية للمحترفين (اليابانية)
- تومويوكي كاتاهيرا على موقع عالم كرة القدم.نت (الإنجليزية)